# Pseudostomatella
Pseudostomatella là một chi ốc biển, là động vật thân mềm chân bụng sống ở biển trong họ Trochidae, họ ốc đụn.

## Các loài
Các loài trong chi Pseudostomatella gồm có:
- Pseudostomatella coccinea (A. Adams, 1850)[2]
  - forma: Pseudostomatella coccinea flammulata (f) Pilsbry, H.A., 1920
- Pseudostomatella cycloradiata Usticke, 1959
- Pseudostomatella erythrocoma (Dall, 1889)[3]
- Pseudostomatella martini Poppe, Tagaro & Dekker, 2006[4]
- Pseudostomatella rubra (Lamarck, 1822)[5]

The following species are also mentioned in the database Gastropods.com:
- Pseudostomatella baconi (Adams, A. in Adams, H.G. & A. Adams, 1854)
- Pseudostomatella clathratula (Adams, A. in Adams, H.G. & A. Adams, 1854)
- Pseudostomatella decolorata (Gould, A.A., 1848)
- Pseudostomatella elegans Gray, 1847 [7]
- Pseudostomatella papyracea (Gmelin, J.F., 1791)

## Hình ảnh

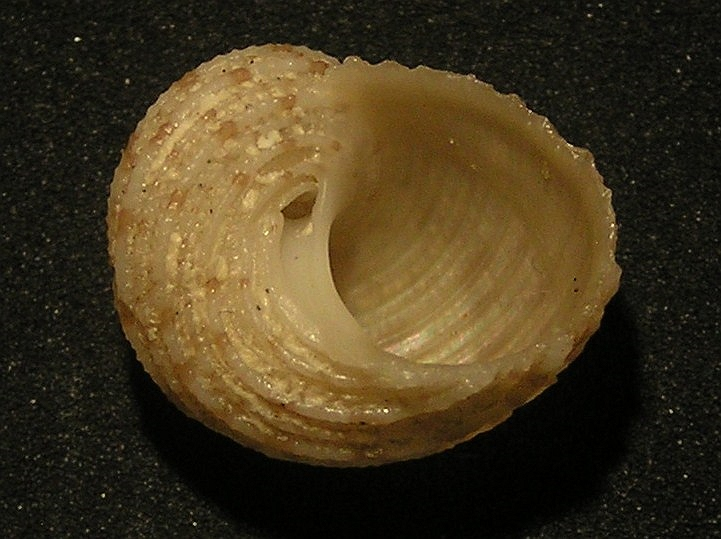
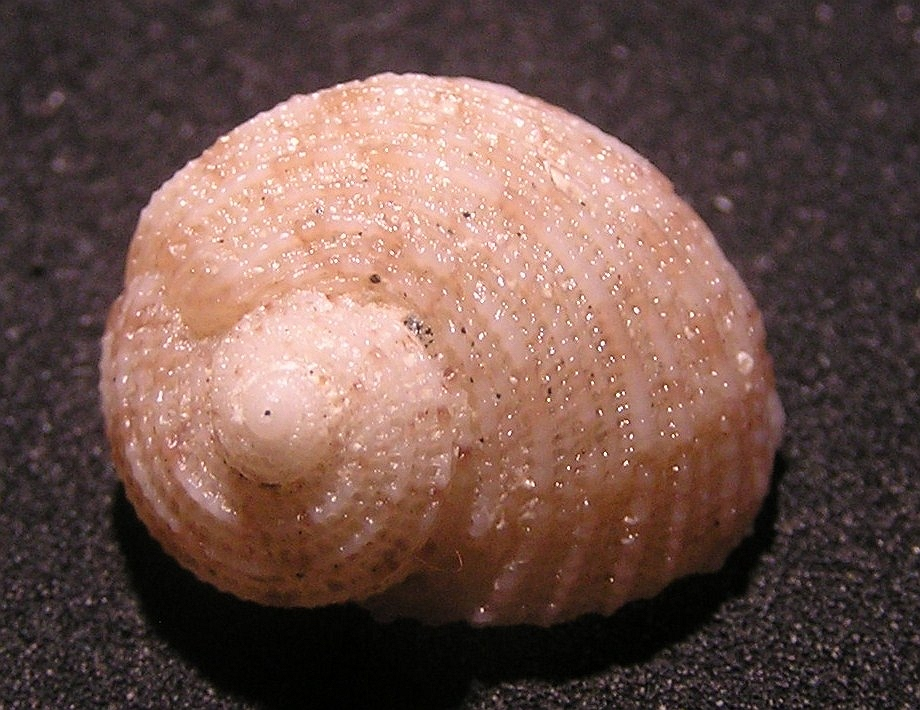